# 馬元春
馬元春（1956年6月30日—），北韓政治人物，官至朝鮮勞動黨中央委員會副部長、黨財政經理部副部長及經濟設計室室長。據報導，他是最高領導人金正恩的親信。

## 生平
外間對於馬元春的事跡所知不多，資料顯示他是在平壤建設建才大學畢業。2012年初，隨著金正恩正式成為北韓的最高領導人後，馬元春開始受到重用。他先在5月成為黨中央委員會的副部長。翌年12月，他參與肅清張成澤的行動。在後者被處決後，馬元春被委任為黨財政經理部副部長及經濟設計室室長，負責處理國家財政和拍金正恩管理其秘密資金。同年，他又隨同金正恩出席46個活動，是這年內排名第5多。故此，有分析指馬元春已接管了北韓的經濟事務，成為真正的實權人物。在2014年3月，他又當選為最高人民會議代議員。2015年6月，《外交官》雜誌指金正恩因不滿平壤順安國際機場新客運大樓的設計而將負責人馬元春處死。

## 資料來源
1. 1 2 3  "朝代議員名單公佈 天安艦主謀再當選" 的存檔，存档日期2014-03-12. 《朝鮮日報》中文版 2014 3 12
2. 1 2  .   [2014-03-15]. （原始内容存档于2019-12-14）. （页面存档备份，存于）
3. ↑  "마원춘이 누구야?" （页面存档备份，存于） 《中央日報》 2013 7 5
4. ↑  "北 황병서·마원춘 '급부상'" （页面存档备份，存于） 《TV Chosun》 2013 12 16
5. ↑  "不滿機場大樓設計 金正恩殺建築師" （页面存档备份，存于） 《蘋果日報》 2015 6 30